# From Wash to Washington
From Wash to Washington è un cortometraggio muto del 1914  diretto e interpretato da James Cruze. Il film era sceneggiato da Lloyd Lonergan che nella sua carriera, durata dal 1910 al 1921, scrisse - tra soggetti e sceneggiature - ben 273 film.

## Produzione
Il film - un cortometraggio a una bobina di 273 metri - fu prodotto dalla Thanhouser Film Corporation.

## Distribuzione
Uscì nelle sale il 26 luglio 1914, distribuito dalla Mutual Film.